# ديف بوين
ديف بوين (بالإنجليزية: Dave Bowen)‏ (مواليد 7 يونيو 1928) هو لاعب كرة قدم. يلعب مع منتخب ويلز لكرة القدم. سبق له أن لعب في كأس العالم لكرة القدم مع منتخب بلاده.

## مسيرته الكروية
لعب ديف بوين خلال مسيرته الاحترافية مع ناديين في ثلاثة عشر موسمًا وسجل خلالها 3 أهداف ضمن 180 مباراة. ولم يفز بأي موسم بالكأس وفاز في موسم واحد بالدوري.
خاض ديف بوين مسيرته مع نادي نورثامبتون تاون في موسم 1947–48 في المرة الأولى واستمر معه طيلة ثلاثة مواسم ثم في موسم 1959–60 لمدة موسم واحد، مشاركًا طوالها في 34 مباراة سجل خلالها هدفًا واحدًا. ثم انتقل إلى نادي أرسنال في موسم 1950–51 ليلعب معه تسعة مواسم، حيث شارك في 146 مباراة سجل خلالها هدفين.

## روابط خارجية
- ديف بوين على موقع الاتحاد الدولي (مؤرشف)  (الإنجليزية)
- ديف بوين على موقع قاعدة بيانات كرة القدم.إي يو (الإنجليزية)
- ديف بوين على موقع ناشيونال فوتبول تيمز (الإنجليزية)
- ديف بوين على موقع عالم كرة القدم.نت (الإنجليزية)